# Stucco

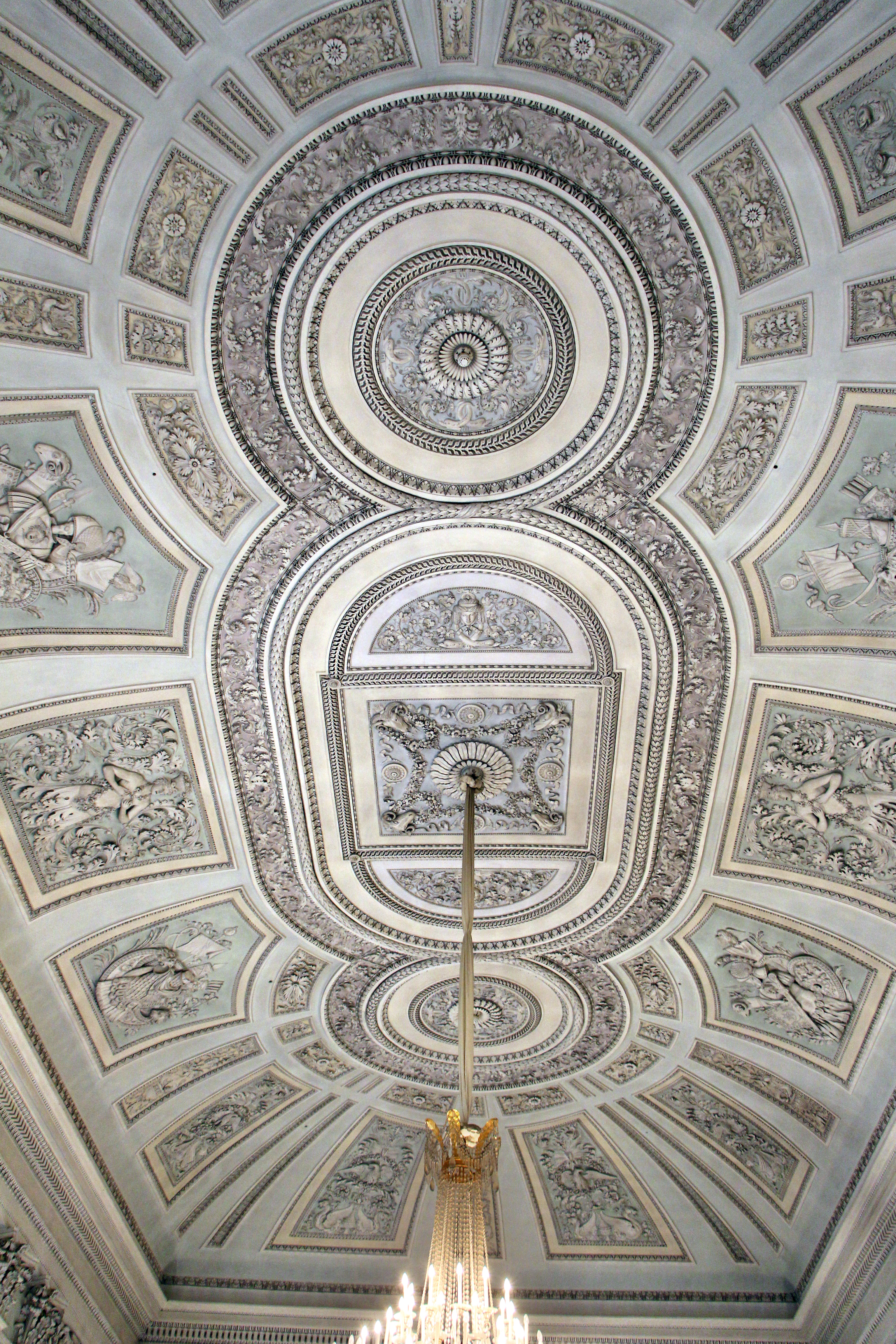
Stucchi decorativi sulla volta del Salone delle feste a villa di Poggio Imperiale (Firenze).

Lo stucco è un impasto a base di gesso, calce o cemento usato in edilizia e nell'arte per il rivestimento e la decorazione di mura e soffitti.

## Descrizione ed utilizzo
Generalmente viene realizzato con un impasto a base di calce spenta (idrossido di calcio) stagionata e talvolta con polvere di marmo che, una volta terminata la presa, si trasforma in carbonato di calcio. La composizione può essere molto variabile, facendo del termine stucco una categoria di materiali più che un prodotto specifico. Successivamente sono stati introdotti additivi acrilici o fibre di vetro per aumentarne le caratteristiche di resistenza e lavorabilità.
Nell'edilizia, viene impiegato per dare un aspetto più gradevole a superfici grezze quali calcestruzzo, legno o metallo. Lo "stucco lucido" o "stucco romano" viene impiegato con pigmenti vari per imitare le superfici marmoree. Lo stucco mescolato con resine e colle viene utilizzato anche come elemento di giuntura tra due elementi architettonici o come elemento per la rasatura di pareti in cartongesso o gesso rivestito. Alcune miscele (prevalentemente a base di gesso) sono adatte per uso interno, non tollerando l'umidità, mentre altre sono impiegate per decorazioni esposte alle intemperie.
Lo stucco permette anche di realizzare figure tridimensionali e statue. In uso già in antico soprattutto l'architettura barocca e rococò ha fatto largo uso di stucchi in palazzi e chiese, per realizzare sovrapporte, cornici tra pareti e soffitti e per contornare aree. Permetteva inoltre di creare una estensione tridimensionale in bassorilievo alle pitture integrando talvolta i trompe l'oeil. La diffusione di questo genere di decorazione ha generato una specifica professionalità artigiana tra cui vengono celebrati i siciliani Serpotta e i numerose dinastie di artigiani ticinesi o comaschi migrenti e attivi soprattutto nel nord Italia, in Austria e in Germania.

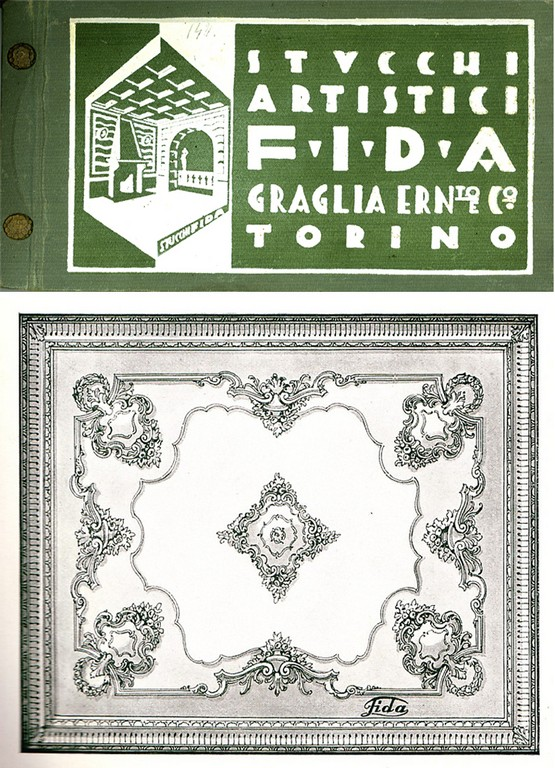
Catalogo di vendita di stucchi decorativi per soffitti prodotti dalla ditta Graglia Ernesto & C. di Torino, inizio del XX secolo.

Nell'uso moderno le decorazioni in stucco sono spesso prefabbricate su lastre che vengono successivamente applicate in sede.